# صل للشرير
صل للشرير (بالإنجليزية: Pray for the Wicked)‏ هو سادس ألبوم استوديو لمشروع البوب روك الأمريكي المنفرد بانيك! آت ذا ديسكو. أصدرت فيولد باي رامن و DCD2 الألبوم يوم 22 يونيو 2018، ويلي ألبوم الاستوديو الخامس للفرقة «موت أعزب» الصادر سنة 2016. أنتج جيك سنكلير الألبوم وتم ترويجه بالأغاني المنفردة «قل آمين (ليلة السبت)» (Say Amen (Saturday Night))، «آمال عالية» (High Hopes)، و «انظري يا أمي لقد فعلتها» (Hey Look Ma, I Made It)، وقد صدرت «(تبا ل) الجهة المشرقة» ((Fuck A) Silver Lining)، «الرقص ليس جريمة» (Dancing's Not a Crime)، و «ملك الغيوم» (King of the Clouds) كأغاني منفردة ترويجية. حصل الألبوم على مراجعات إيجابية عامة عند صدوره، وذكر عدة ناقدين تأثيرات برودواي على الألبوم نتيجة لمشاركة يوري في مسرحية Kinky Boots.

## استقبال نقدي
حصل "صل للشرير" على مراجعات إيجابية عامة من الناقدين الموسيقيين. للألبوم تقييم متوسط يبلغ 70 من 100 في ميتاكريتيك بناء على تسع مراجعات، مما يدب على "مراجعات جيدة عامة". كتبت ذي إندبندنت في مراجعة إيجابية أن بانيك! لم تصدر نفس الألبوم مرتين أبدا، لكن في "صل للشرير" يبدو أنهم تمكنوا أخيرا من تسخير تلك الشخصية الحيوية الفوضوية قليلا في ألبوم استوديو متنوع ومفهوم في نفس الوقت". في مراجعة إيجابية أخرى علق موقع إن إم إي على تأثير مشاركة برندن يوري في Kinky Boots على صوت الألبوم، ويضيف أنه "من المنصف القول أنه كانت له دائما نزعة للتمثيل المسرحي دائما، لكن التجربة حقنت في هذه الأغاني بمستويات غير مسبوقة من الجرأة والدراما".. اقترحت نيوزدي أن "المدة التي قضاها في برودواي تعطيه قدرة ابتكارية ومهارة مسرحية."

## أداء تجاري
بلغ «صل للشرير» المرتبة الأولى على لائحة بيلبورد 200 الأمريكية ب180000 وحدة مساوية للألبوم، كانت 151000 مبيعات ألبومات فقط. هو ثاني ألبوم للفرقة يبلغ الرتبة الأولى في الولايات المتحدة. كما بلغ الألبوم الرتبة الأولى في لائحى أريا تشارتس، مما يجعله ثاني ألبوم للفرقة يبلغ الرتبة الأولى في أستراليا. كان «صل للشرير» وفقا لبيلبورد عاشر أفضل ألبوم فونوغراف مبيعا سنة 2018 في الولايات المتحدة بمبيعات تبلغ 59000 نسخة، وساهم من خلال ذلك بشكل كبير في ارتفاع 15% لمبيعات أقراص الفونوغراف في تلك السنة. كما حصل الألبوم على شهادة بلاتينية من طرف رابطة صناعة التسجيلات الأمريكية في الولايات المتحدة.

## روابط خارجية
- صل للشرير على موقع ميتاكريتيك (الإنجليزية)